# Söne församling
Söne församling var en församling i Skara stift och i Lidköpings kommun. Församlingen uppgick 2006 i Örslösa församling. 

## Administrativ historik
Församlingen har medeltida ursprung. 
Församlingen utgjorde åtminstone till 1300 ett eget pastorat och var därefter till 1962 annexförsamling i pastoratet Örslösa, Väla, Gillstad och Söne. Från 1962 till 2006 annexförsamling i pastoratet Örslösa, Söne, Väla, Gillstad, Tådene, Lavad, Norra Kedum och Tranum. Församlingen uppgick 2006 i Örslösa församling.

## Kyrkor
- Söne kyrka